# Chiara Serafino
Chiara Serafino (Torino, 3 dicembre 1989) è una calciatrice italiana, portiere della Juventus Torino.

## Palmarès

### Club
- Campionato italiano di Serie B: 1

Luserna: 2014-2015